# ジケトピペラジン

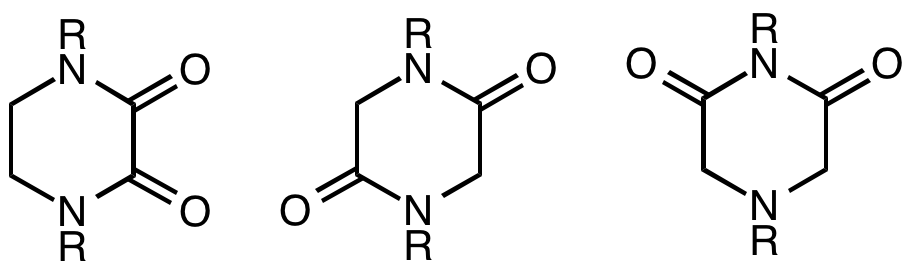
ジケトピペラジンの3つの異性体

切迫早産治療の経口薬として研究されているレトシバン

ジケトピペラジン(Diketopiperazine, DKP)またはジオキソピペラジン(Dioxopiperazine)、ピペラジンジオン(Piperazinedione)は、2つのアミド結合を持ったピペラジンである。カルボニル基の位置により、3つの位置異性体がある。
- 2,3-ジケトピペラジン: エチレンジアミンから得られるオキサミド
- 2,5-ジケトピペラジン: 2つのα-アミノ酸の縮合によって得られる環状ペプチド
- 2,6-ジケトピペラジン: イミノ二酢酸誘導体が環化したイミド

3つの異性体の中で、2,5-誘導体が大きな興味を持たれている。生理活性を持つ天然物質の中に現れ、創薬の過程で、ペプチドの物理的、代謝的性質を改善するためにDKPを使用する研究が行われている。